# Stig Larsson (matematiker)
Stig Larsson, född 11 juli 1952 i Värnamo, Småland, är en svensk professor i tillämpad matematik vid Chalmers tekniska högskola.
Larsson blev civilingenjör i teknisk fysik 1976 och teknologie doktor i matematik 1985 vid Chalmers tekniska högskola på en avhandling om att lösa diffusionsproblem med finita elementmetoden.
Larsson har i sin forskning intresserat sig för numeriska metoder för partiella differentialekvationer, finita element-metoder, semilinjära paraboliska problem, dynamiska system och stokastiska partiella differentialekvationer. Han är bland annat ledamot av organisationskommittén för den återkommande konferensen EFEF - European Finite Element Fair.
Enligt Google Scholar har hans publicering 2018 ett h-index på 25, det vill säga han är medförfattare till minst 25 artiklar som vardera är citerade minst 25 gånger.